# Arganolie
Arganolie er en vegetabilsk planteolie, som presses ud af kernerne fra frugten på argantræet (Argania spinosa), som vokser vildt i Marokkos ørken + i plantager. Det er især i det sydlige Marokko, at træet vokser. Olien bruges som madolie og til kosmetik. Den spiselige udgave har været kendt af berberne i Marokko i århundreder, hvor den har været en fast del af den daglige kost. Den kosmetiske brug er relativt ny, da den blev opdaget i slutningen af det 19. århundrede. Den kosmetiske arganolie er den mest kendte herhjemme.

## Argantræet
Argantræet (Argania spinosa) er truet, og derfor er arten fredet. Det er ligeledes beskrevet af UNESCO som "af bevaringsinteresse". Det medfører, at det i Marokko er forbudt at fælde eller bruge træet. Det er kun lovligt at benytte frugterne fra træet, og disse skal plukkes forsigtigt. Den marokkanske regering har igangsat et stort projekt, som skal redde træet, som er Marokkos nationaltræ fra udrydning. Derfor udplantes der årligt mange nye træer. Argantræet vokser, udover i Marokko, også i Mexico, men der bærer træet ikke frugter, og derfor er der heller ingen olieproduktion i Mexico. Argantræet vokser meget langsomt, og det kan blive op til 2-300 år gammelt. Træet er en naturlig madcentral for mange af Marokkos vilde dyr, men også tamme geder nyder godt af træets friske blade og frugter.

## Arganolien

### Presning
Som nævnt er der to typer af arganolie, som fremkommer ved to forskellige måder at forarbejde og presse på.
Ved produktion af spiselig arganolie ristes kernerne først. Ristningen kan sammenlignes med ristningen af kaffebønner. Under selve ristningen forbrændes nogle af de stoffer, som fordøjelsessystemet ikke har godt af, og olien gøres mildere. Olien presses herefter ved lav temperatur.

### Kosmetisk arganolie
I denne proces ristes kernerne ikke, og det er således de rå argankerner, som presses langsomt ved lav temperatur. Denne presning kan sammenlignes med presningen af ekstra jomfruolivenolie.
Lokalt presses begge typer olier på den gamle metode, hvor kernerne lægges mellem sten, som herefter gnides imod hinanden. Til denne metode anvendes der vand, hvorfor oliens holdbarhed nedsættes til højst 3 mdr.

### Anvendelse
Madolie benyttes til at dyppe brød i, til salater eller som tilbehør til diverse retter. Den kosmetiske olie benyttes til pleje af hud, hår og negle, og mod diverse skavanker.

### Olie fakta
| Fedtsyrer       | Procent |
| --------------- | ------- |
| Oliesyre        | 42,8%   |
| Alfalinolensyre | 36,8%   |
| Palmitinsyre    | 12,0%   |
| Stearidonsyre   | 6,0%    |
| Linolsyre       | <0,5%   |

Arganolie indenholder tocopheroler (E-vitamin), fenoler, carotener og fedtsyrer (80% umættede fedtsyrer).

### Social påvirkning
Opdagelsen af den kosmetiske brug af arganolie og dens store succes, har haft en social påvirkning i det fattige Marokko. Nødderne indsamles og knækkes af kvinde kooperativer. Der findes mange af disse fordelt ud over det område, hvor argantræerne vokser. Dette giver kvinderne en stabil indkomst, som mange benytter til at investere i uddannelse, enten til dem selv eller deres børn. Det er dog et hårdt fysisk arbejde at plukke/indsamle og herefter knække de hårde argannødder.